# 伪满洲国首都警察厅旧址
伪满洲国首都警察厅旧址原名首都警察厅，位于今吉林省长春市人民广场（原大同广场）西南方，于1932年始建，1934年落成。此楼是满洲国政府在首都新京建造的第二座办公建筑，故有“第二厅舍”之称。
首都警察厅由主楼、留置场（看守所）及车库等附属设施组成。主楼由相贺兼介设计，砖混结构，建筑面积4400平方米，地上两层，地下一层。主楼屋顶塔楼林立：中央重檐四角攒尖顶主塔高耸，四座卫塔分立两侧，成为新京市建成的首座“满洲式建筑”。
大楼建成后由满洲国司法部与外交部合用，后归首都警察厅使用。1945年由中华民国长春公安局接收使用。现由长春市公安局、长春市国家安全局使用。2007年，以“伪满洲国首都警察厅旧址”之名列入吉林省文物保护单位。